# Jesper Jørgensen
Jesper Jørgensen (9 maggio 1984) è un ex calciatore danese, di ruolo centrocampista.

## Caratteristiche tecniche
Jørgensen è un mediano che gioca solitamente davanti alla difesa.

## Carriera
Dopo un periodo nelle giovanili del Varde IF, nel 2003 si svincola e si trasferisce all'Esbjerg, in Superligaen, massima serie danese. Esordisce nel 2006 diventandone in seguito il capitano.
Gioca in Belgio con il Gent, Club Bruges e Zulte Waregem e nel gennaio 2016 torna in patria all'Esbjerg fB.